# Adolf Ogi
Adolf Ogi (Kandersteg, 18 juli 1942) is een Zwitsers politicus en sinds februari 2001 Speciaal Adviseur Sport in Dienst voor Ontwikkeling en Vrede bij de secretaris-generaal van de Verenigde Naties.

## Opleiding en vroege carrière
Adolf Ogi volgde na zijn lagere en middelbare school voor drie jaar de handelshogeschool in La Neuville. Daarna volgde een zes maanden durende opleiding aan de Swiss Mercantille School in Londen. Daarna volgde hij een praktijkopleiding bij een textielfirma in Formby, nabij Liverpool.
Terug in Zwitserland had hij voor twee jaar de leiding over een toeristenbureau in Meiringen. In 1964 ging hij werken voor het Schweizerischen Ski-Verband (SSV, Zwitserse Ski Federatie). Hij klom gauw op binnen de organisatie en speelde een belangrijke rol voor de skiërs tijdens de Olympische Winterspelen 1972 in Sapporo, Japan. In 1975 werd Ogi voorzitter van de SSV.
In 1981 legde hij zijn voorzittersfunctie bij de SSV neer en werd hij directeur-generaal van Intersport Zwitserland.

## Politicus

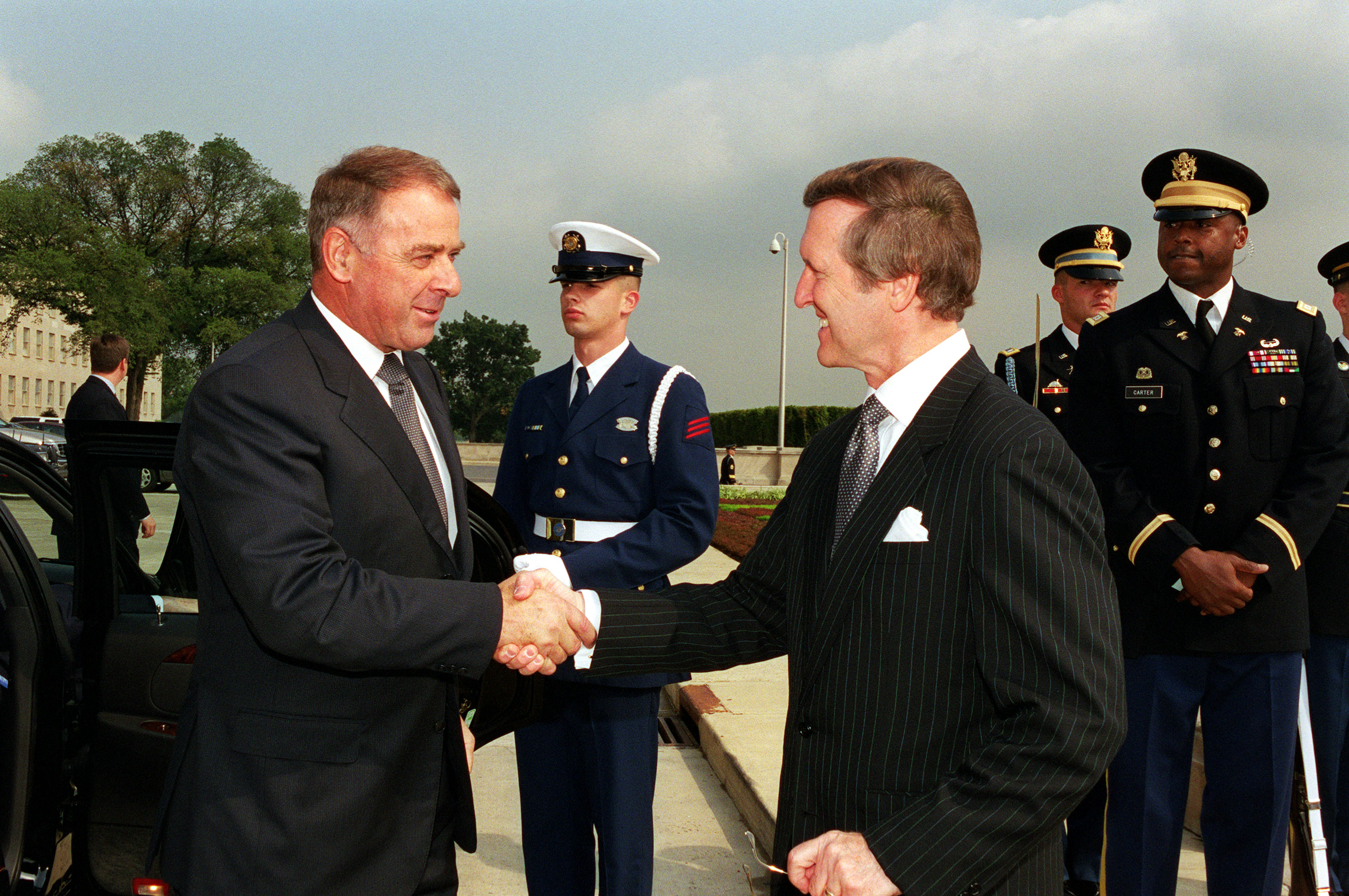
Adolf Ogi (links) en William Cohen (minister van Defensie VS)

Door zijn werk voor de SSV verwierf Adolf Ogi landelijke bekendheid. Verscheidene partijen trachtten Ogi over te halen om voor hen kandidaat te zijn voor de verkiezingen voor de Nationale Raad (federaal parlement). Uiteindelijk stelde Ogi zich in 1979 kandidaat voor de Zwitserse Volkspartij (SVP) en werd alszodanig in de Nationale Raad gekozen (1979). Ook werd hij voor de SVP in de Grote Kamer (kantonaal parlement) van het kanton Bern gekozen.
In 1984 werd Adolf Ogi tot voorzitter van de SVP gekozen.
Op 9 december 1987 werd Adolf Ogi in de Bondsraad gekozen. Hij bleef lid van de Bondsraad tot 31 december 2000. Hij beheerde het Departement van Transport, Communicatie en Energie (1988-1995) en het Departement van Defensie, Volksverdediging en Sport (1996-2000).
Als minister van Defensie stuurde hij een Zwitserse vredesmissie naar Kosovo.
In 1992 en in 1999 was hij vicepresident en in 1993 en in 2000 bondspresident.

## Na zijn aftreden als Bondsraad
Op 18 oktober 2000 kondigde Adolf Ogi zijn terugtreden aan. Op 31 december trad hij af en werd opgevolgd door Samuel Schmid. Na zijn aftreden werd Adolf Ogi door de secretaris-generaal van de Verenigde Naties benoemd tot Speciaal Adviseur Sport in dienst voor de Ontwikkeling en Vrede. In 2005 ontplooide hij, tijdens het "Jaar van de Sport", een grote activiteit voor de internationale sportbeoefening.
In 2005 verkreeg Ogi het eredoctoraat aan de filosofische faculteit van de Universiteit van Bern.
Politiek gezien is hij een opponent van partijgenoot Christoph Blocher.